# Dialetto bobbiese

Localizzazione del bobbiese (D) nella provincia di Piacenza, in blu i comuni di Bobbio, Menconico e Romagnese.

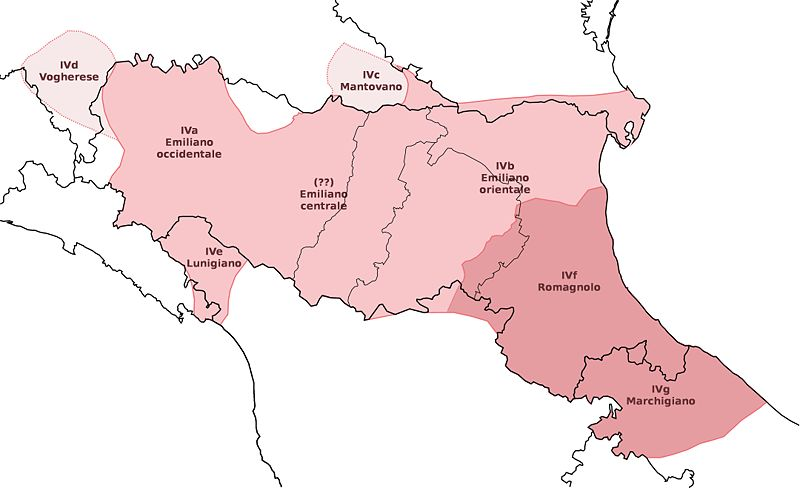
Localizzazione del piacentino nell'ambito del continuum emiliano-romagnolo.

Il dialetto bobbiese (ar dialèt bubièiś) è una variante diatopica della lingua emiliano-romagnola, appartenente al gruppo linguistico gallo-italico. È parlato in provincia di Piacenza a Bobbio nella zona appenninica della Val Trebbia ed in zone limitrofe della confinante provincia di Pavia.
Come il piacentino propriamente detto, si colloca in posizione centrale nel gruppo galloitalico, essendo influenzato dalle vicine parlate lombarde, piemontesi e liguri; rispetto al piacentino, tuttavia, presenta peculiarità fonetiche, morfologiche e lessicali, dovute alla posizione geografica e allo storico ruolo di centro di scambio lungo la Via del sale, un antico tragitto commerciale che metteva in comunicazione la Pianura padana con il Genovesato.

## Diffusione
Il bobbiese è parlato nella città di Bobbio e dintorni e approssimativamente nei luoghi dell'antica Contea di Bobbio sostituita nel 1743 dalla Provincia di Bobbio fino all'unità d'Italia, che comprendeva zone oggi inserite nella provincia di Piacenza e di Pavia. Sue varianti si rintracciano nei comuni di Coli, in parte di quello di Corte Brugnatella (nello specifico nelle frazioni a sinistra del Trebbia confinanti con Bobbio, come Brugnello, Carana, Collegio, Confiene, Lago, Lenzino, Pietranera, Pieve di Montarsolo e Montarsolo, Poggio Rondino, Robecco, Rossarola, Rovaiola), ma anche verso nord nelle zone confinanti della provincia di Piacenza (Caminata, Trebecco e Pecorara) verso la Val Tidone e la Val Luretta. Seguendo la Val Trebbia verso sud iniziano zone in cui è parlato un dialetto molto più affine al ligure (nelle frazioni dei comuni di Ferriere nella bassa Val d'Aveto che danno verso la val Trebbia, nel comune di Brallo di Pregola e nella parte centro-meridionale del comune di Corte Brugnatella).
Nella provincia di Pavia, è parlato in alcuni centri confinanti come Menconico e Romagnese, mentre in alta Val Staffora tornano ad essere parlati dialetti di tipo prevalentemente ligure.

## Classificazione
Nonostante Bobbio un tempo facesse parte della provincia di Pavia (l'aggregazione a quella di Piacenza risale al 1923), il suo dialetto, come tutti quelli dell'Oltrepò Pavese, non è strettamente lombardo: già nel 1853 fu classificato da Bernardino Biondelli come dialetto di tipo emiliano. Biondelli lo cataloga infatti come subdialetto del piacentino insieme al bronese, al pavese e al valenzano, tutte varietà comprese nel più ampio gruppo "Parmigiano".

## Fonetica e norme di pronuncia

### Le vocali
Le vocali sono cinque come in italiano, ma i loro suoni vocalici sono in numero maggiore.
- La vocale  « A »:

Questa vocale in italiano ha un suono unico ed è identico al suono dialettale della «a» atona.
Quando invece l'«a» è tonica, nel bobbiese può avere due suoni: un suono «à» aperto o meglio prolungato ed un suono «á» meno prolungato.
Esempio: suono aperto e un po' prolungato.
- e bàl (le palle), u cavàl (il cavallo), u camàl (il camallo), ecc.
suono meno aperto me cánt (io canto).
- La vocale  « E »:

In italiano può avere due suoni: uno chiuso «é» e uno aperto «è». Nel dialetto bobbiese ha anche un suono intermedio: è una «e» atona che nella pronuncia tende a diventare muta o quasi muta. Questo suono intermedio si presenta quando in una parola c'è lo spostamento dell'accento tonico su un'altra vocale, causato da un qualsiasi motivo, coniugazione, alterazione, ecc.
Esempi:
- mé a lèg (io leggo) nün a lĕgiuma (noi leggiamo)
- mé vèd (io vedo) nün a vĕduma (noi vediamo)
- padèla (padella) padlìn (piccola padella)
- lègna (legna) lĕgnèra (legnaia).
Può anche succedere che la «e» tonica di un tema verbale, si trasformi in «a» per lo spostamento dell'accento tonico.
Esempi:
- mé pèrl (io parlo) nün parlùma (noi parliamo)
- mé aśèrd (io azzardo) nün aśardùma (noi azzardiamo)
- mé bèś (io bacio) nün baśùma (noi baciamo)
- mé vèr (io valgo) nün varùma (noi valiamo)
- mé tèś (io taccio) nün taśùma (noi tacciamo)
- mé spèr (io sparo) nün sparùma (noi spariamo)
- mé lèv (io lavo) nün lavùma (noi laviamo)
- mé pègh (io pago) nün pagùma (noi paghiamo)
- mé pèrt (io parto) nün partùma (noi partiamo)
sono verbi che hanno variazioni «nel tema».
Quando nella scrittura troviamo già una lettera accentata la «e» tonica viene indicata  con il segno «ę» se il suono è aperto (con il segno «ē» se il suono è stretto). Negli altri casi la «e» è sempre letta come chiusa.
Esempi:
- lü u vedrà (egli vedrà) cręiśmè (cresimare)
- La vocale  « I »:

La vocale «i» non presenta alcuna difficoltà, si pronuncia come in italiano. L'accento grave è però obbligatorio solamente sulla «i» finale di parola se è tonica, come per esempio negli infiniti della III coniugazione. Es. finì (finire), murì (morire), ecc.
Ma noi lo useremo anche sulla «i» tonica di parole non piane come «vistìs» (vestirsi), «brìscula» (gioco a carte), quando il non metterlo porterebbe confusione nella lettura delle parole.
- La vocale  « O »:

La vocale «o» in posizione atona si pronuncia come in italiano. In posizione tonica, nel dialetto bobbiese, ha più sonorità:
abbiamo:
-una «ö» molto chiusa e variata come si evidenzia nelle parole: fiö (figlio), linguö (ramarro), ecc.
-una «ó» chiusa come nella parola: mórt (morto), cón (con), ecc.
-una «ò» aperta che troviamo in finale di parola: falò (falò), cumò (comò). ecc.
-una «ô» chiusa con suono nasale: rôba (cosa, roba), vôta (volta), ecc.
Quando nella scrittura troviamo già una lettera accentata, la «o» tonica viene indicata con il segno «ō» se il suono è stretto e come in italiano «o» normale se il suono è aperto.
- La vocale  « U »:

La vocale «u» in posizione atona si pronuncia come in italiano. In posizione tonica invece abbiamo:
-una «ü» con suono chiuso e turbato: lü (egli), vün (uno), ecc.
-una «ù»con suono aperto, si trova nella maggioranza dei casi in finali di parole: cucù (cuculo), ar sù (il sole), ecc.
-una «ú» con un suono chiuso: parsút (prosciutto)

### Le consonanti
- La consonante  « B »:

Nel dialetto bobbiese viene pronunciata come nella lingua italiana.
- La consonante  « C »:

Come consonante ha, come in italiano, un suono duro davanti alle vocali «a-o-u» e davanti a «h»; quando la «c» si trova a fine parola per ottenere il suono duro la si fa seguire dalla lettera «h» come ad esempio nelle parole «sèch» (secco), «lùch» (sciocco), ecc.; per ottenere invece un suono dolce non la si fa seguire dalla lettera « h » come nelle parole « vèc » (vecchio), «strìc» (lasca), «cùc» (accosciato), ecc.
Nei trigrammi «cia» (ciamè), «cio» (ciôsa), «ciu» (ciùch), la «i» è un semplice segno grafico e non deve essere pronunciata se non ha l'accento.
- La consonante  « D »:

Questa consonante viene pronunciata come in italiano.
- La consonante  « F »:

In dialetto si pronuncia come in italiano.
- La consonante  « G »:

Ha un suono duro davanti a « a-o-u », davanti ad «h» e ad altre consonanti «cme» (come). Quando la si trova in finale di parola, per indicare il suono duro la si fa seguire dalla lettera «h» ad esempio: «bègh» (verme), «lègh» (lago).
Ha invece un suono dolce davanti alle vocali «e-i». Si può trovare anche a fine parola come ad esempio nella parola «lèg» (leggere) ed anche in questo caso, come succede con la «c», per indicare il suono dolce la si scrive senza la « h ».
Nei trigrammi «gia» (giása), «gio» (giòstra), «giu» (giurnè), la «i» è un semplice segno grafico per indicare una pronuncia dolce.
La «g» davanti alla «n» rappresenta il suono nasale di «gnòch».
- La consonante  « H »:

In bobbiese come in italiano l'«h» viene usata come segno distintivo della pronuncia gutturale della «c» e della «g» davanti alla «e» ed alla «i».
- Nelle cinque voci del verbo « avèi » al presente indicativo e nel passato prossimo dove nella pronuncia rimane muta: me a gh'hô, te at gh'hé, lü u gh'ha, nün a gh'ùma, viètar a gh'hì, lu i gh'hàn; me a gh'hô avìd, te at gh'hé avìd, lü u gh'ha avìd, nün a gh'ùma avìd, viètar a gh'hì avìd, lu i gh'han avìd.
- Come elemento caratteristico di alcune esclamazioni: ah!, oh!, ohimè!, ohibò!, ecc.
- La consonante  « L »:

È una consonante che viene pronunciata come in italiano: surèla (sorella), fradèl (fratello), cavàl (cavallo), ecc.
Una caratteristica del dialetto bobbiese e degli altri dialetti lombardi, è l'abbandono graduale del rotacismo. Sotto l'influsso della lingua italiana la «r» intervocale viene sostituita dalla «l»; il rotacismo si conserva invece ancora nelle seguenti parole:
Varèi (valere), vurèi (volere), scarògna (scalogna), s'réza (ciliegia), curtèl (coltello), rigulìsia (liquiriśia), carimè (calamaio), candèira (candela), carizna (caligine), gùra (gola), ar (il), ra (la), ecc.
Invece del trigramma «gli» che appare nella lingua italiana, davanti ad altre vocali il bobbiese presenta una «i» semivocalica, abbiamo così: familia (famiglia), vöia (voglia), ài (aglio), föia (foglia), bilièt (biglietto), bilièrd (bigliardo), miliùr (migliore), mèi (meglio), tvàia (tovaglia), ecc.
Si nota però che in alcuni casi, in una parlata più «dotta», forse in alcuni italianismi o in termini con grafia italianizzata, il trigramma viene utilizzato. Ad esempio nel congiuntivo imperfetto del verbo imbottigliare (embutiliè) si sente sempre più spesso: «ch'u l'embutiglìsa» invece di «ch'u l'embutili-ìsa» L'utilizzazione avviene più graficamente che foneticamente.
- La consonante  « M »:

È una vocale che nel dialetto si pronuncia come in italiano.
In molti altri dialetti quando la «m» si trova davanti ad una consonante sorda, nella maggioranza dei casi si comporta come la «n»: si dilegua e nasalizza la vocale precedente.
Esempio: embacüché (infagottato), la «e» che precede la «m» si nasalizza e nella pronuncia viene prolungata sovrapponendosi alla pronuncia della «m»
Ma questa non è una regola, è una consuetudine legata al modo di esprimersi di alcuni e non di altri.
- La consonante  « N »:

Nel dialetto bobbiese ha un suono come nella parola italiana « nono » quando:
- è all'inizio di parola: num (nome), nuśa (noce), ecc. 
- si trova tra due vocali: nonu (nonno), pana (panna), ecc.
- segue un'altra consonante: mürnè (mugnaio), carìśna (caligine), ecc.
- si trova in finale di parola: vśin (vicino), vìn (vino), pàn (pane), ecc.
Una caratteristica importante del dialetto è il dileguamento con nasalizzazione della vocale precedente, quando la «n» si trova davanti ad una consonante «sorda»:
Tànt (tà't), déntôr (dé'tôr), gnént (gné't), marénda (maré'da), enàns (enà's), véntidü (vé'tidü) e così via.
Nella pronuncia la vocale che precede la «n» si nasalizza e viene prolungata sovrapponendosi alla «n».
Ma da uno studio approfondito si nota che questa norma viene applicata sulla maggioranza delle parole, ma non su tutte ed inoltre questo dilenguamento con nasalizzazione resta un modo personale di esprimersi.
Resta difficile nasalizzare: sìngar, ànra, trìnca, vànga, ànca, anvìn, ràncio, bànca, dezmanghès, e moltissimi altri vocaboli.
Si rileva che anche nella parlata corrente, quando la «n», a fine di parola, precede un'altra consonante molti bobbiesi applicano questa norma; ad esempio:
- I gh'han dàt (gli hanno dato) - I gh'hà dàt; pàn gratè (pan grattato) - pà' gratè, ecc.
- La consonante  « P »:

È una consonante che si pronuncia come in italiano.
Si noti la tendenza del dialetto di sonorizzare le sorde; è frequente il caso che parole italiane che iniziano con la «p», comincino poi nel dialetto con la «b».
Esempi: Prugna (brìgna), palla (bàla), prendere (brônchè),ecc.
Altre invece hanno la consonante «v» al posto della «p» italiana.
Esempi: Savòn (sapone), rèva (rapa), savurìd (saporito), cavì (capello), savèi (sapere), ecc.
Alcune volte avviene anche il dileguamento della «v»:  sùra (sopra), cuèrta (coperta), quèrc (coperchio) ecc. 
- La consonante  « Q »:

È una consonante che è sempre seguita dalla vocale « u ». Si pronuncia come in italiano.
Il digramma «cq» viene scritto con la sola «q». Es.: Acqua (àqua).
Abbiamo parole che in italiano cominciano con la «c» che in dialetto si trasforma in «q»:
Esempio: Coprire (quatè), coprire (quarcè), coperchio (quèrc), ecc.
e ne abbiamo altre che cominciano in italiano con la «q» che si trasforma in «c»
Esempio: qui (ché), questo (che lü), questa (che lé), ecc.
- La consonante  « R »:

È una consonante che nel dialetto rende lo stesso suono di quello italiano.
Mentre l'italiano ha conservato questa consonante presente nelle parole latine, il dialetto l'ha persa in moltissimi casi:
- nell'infinito dei verbi: finì (finire), cantè (cantare), vèd (vedere), rìd (ridere), piànz  (piangere), ecc. 
- nei sostantivi che in italiano terminano in «iere»: barbé (barbiere), purté (portiere), cantuné (cantoniere), curiéra (corriera),ecc.
Inoltre la consonante «r» è facilmente soggetta al fenomeno della «metatesi» (inversione nell'ordine di successione dei suoni in una parola).
Esempio: Cardénsa (credenza), entrégh (integro), marùd (maturo), tarzént (trecento), nòstar (nostri), ecc.
- La consonante  « S »:

Questa consonante, come in italiano ha due suoni, uno sordo ed uno dolce.
- Ha un suono sordo come nella parole italiane: (stanco) stràch, (corsa) cùrsa, (crescere) crès,  ecc.
- Quando invece ha un suono dolce, come nelle parole italiane "rosa", "sdentato", noi la indicheremo con il segno «z»: (sdentato) zdentè, (schiaffo) zgiafòn, (slavato) zlavè 
- La consonante  « T »:

Ha lo stesso suono che in italiano.
In molti casi, in posizione intervocalica ed in finale di parola, la « t » originaria latina da sorda si è trasformata in sonora diventando « d ». Il caso più evidente è il participio passato di alcuni verbi: finìd (finito), savìd (saputo), benedìd (benedetto), bęivìd (bevuto), pianśìd (pianto),ecc.
Altri casi: röda (ruota), nüdè (nuotare), dìd (dito), maridè (maritare), fradèl (fratello).
- La consonante  « V »:

È una consonante che si pronuncia come in italiano.
Esempi: vün (uno), avèi (avere), avèrt (aperto), öv (uovo), növ (nuovo), vèduv (vedovo), sèrva (serva), ecc.
Frequente nel dialetto è la prostesi (aggiunta di una lettera all'inizio di parola) della «v»: vün (uno), vòt (otto), vès (essere), ecc.
- La consonante  « Z »:

Nel dialetto i suoni di questa consonante in italiano non esistono; si usano invece le consonanti  « s » e « ś »:
a) quando ha il suono sordo nella pronuncia bobbiese si usa  «s»
Esempio:  safràn (zafferano), (forza) fôrsa, (zucca) süca, (pazienza) pasiénsa, ecc.
b) quando ha il suono sonoro, come il suono che si utilizza nella parola italiana «zero», si pronuncia «ś» utilizzando il segno «z»:
Esempio: mèza (mezza), lazaròn (lazzarone), ecc.

#### La degeminazione
Una delle caratteristiche del dialetto bobbiese e di tutti i dialetti del gruppo gallo-italico, è la degeminazione, cioè la mancanza delle consonanti geminate (o doppie) rispetto all'origine latina.
Esempio: a bàla (la palla), e bàl (le palle).

## Grammatica e coniugazione del verbo

### Gli articoli
Gli articoli servono a precisare il valore che si vuole dare al nome, a dar loro un valore determinativo, indeterminativo, generico.
Gli articoli come nell'italiano sono di due specie: determinativi ed indeterminativi.
Nel dialetto bobbiese l'articolo determinativo ha più forme dell'italiano con regole proprie:
- maschile singolare: il, lo =u, ar
- maschile plurale:i, gli =i
- femminile singolare: la =a, ra
- femminile plurale: le =e, i

I vocaboli che cominciano con vocale hanno l'articolo determinativo l', sia al femminile che al maschile: l'òm (l'uomo), l'ôca (l'oca).
Con l'articolo maschile plurale i si ha un caso particolare: i òm (gli uomini), i ôch (le oche).
L'articolo indeterminativo è il seguente:
- maschile: un, uno= on
- femminile: un', una= on', ona

### Coniugazione del verbo
La coniugazione del verbo in latino presenta 4 coniugazioni ricondicibili in italiano a 3 con differenziazioni nella desinenza ere, il bobbiese ne indica solo ed esclusivamente 3:
(Con.lat. - Desinenza: verbo italiano - verbo bobbiese):
I    -  (are):         cantare    -     cantè
II   -  (ere):         vedere     -     vèd
III  -  (ere):         scrivere   -     scrìv
IV   -  (ire):         finire     -     finì
In bobbiese non c'è una differenza tra la II e la III coniugazione.
Le desinenze si dividono in: singolare 1,2,3 persona e plurale 1,2,3 persona.
- Desinenze della I coniugazione: (la barra indica la forma contratta che perde la vocale è finale)

Presente indicativo: /, /, a, ùma, ì, a
Imperfetto indicativo: èva, èv, èva, èvma, èv-va, èva
Futuro anteriore: arô, aré, arà, arùma, arì, aràn
Condizionale presente: arìsa, arìs, arìsa, arìsma, arìsva, arìsa
Congiuntivo presente: a, /, a, ùma, ì, a
Congiuntivo imperfetto: ìsa, ìs, ìsa, ìsma, ìsva, ìsa
- Desinenze della II coniugazione: (il trattino indica la forma invariata del verbo)

Presente indicativo: -, -, a, ùma, ì, a
Imperfetto indicativo: ìva, ìv, ìva, ìvma, ìv-va, ìva
Futuro anteriore: arô, aré, arà, arùma, arì, aràn
Condizionale presente: arìsa, arìs, arìsa, arìsma, arìsva, arìsa
Congiuntivo presente: a, -, a, ùma, ì, a
Congiuntivo imperfetto: ìsa, ìs, ìsa, ìsma, ìsva, ìsa
- Desinenze della III coniugazione:

Presente indicativo: ìs, ìs, ìsa, ùma, ì, ìsa
Imperfetto indicativo: ìva, ìv, ìva, ìvma, ìv-va, ìva
Futuro anteriore: irô, iré, irà, irùma, irì, iràn
Condizionale presente: irìsa, irìs, irìsa, irìsma, irìsva, irìsa
Congiuntivo presente: ìsa, ìs, ìsa, ùma, ì, ìsa
Congiuntivo imperfetto: ìsa, ìs, ìsa, isma, ìsva, ìsa (per la maggioranza dei verbi non esiste).
- Nella coniugazione dei verbi si usano gli stessi ausiliari che in italiano:

-Essere (iès o vès)
-Avere (avèi)
Come nell'italiano vi sono anche nel bobbiese una moltitudine di verbi irregolari ognuno con forme differenti sia nel tema che nella fonetica.

## Esempio di dialetto dell'Ottocento

### A Paràbula d'u Fiö Strasòn (Parabola del figlio prodigo, dal Vangelo secondo Luca, Cap. XV, 11-32)
Un òm u gh'aviva dü fiö;

Al pü giùvan d' lur l'à dit a so pàdär: Papà, dem la part di ben ch'a m' tocca; e lü u gh'à spartì la sostanza.

Da lì a pochi dì, miss tütt insèm, al fiö minùr u s' n'è andàt an t'un paìs luntàn, e l'à consümà tütt al fat sò in bagùrd.

E cmà l'è stat nett dal tütt, u gh'è vnü na gran caristìa in t'quel paìs, e a lü u gh'è cmensà a mancà al nesessari.

E l'è andàt, e u s'è miss con un paisàn d' quel paìs, ch'u l'à mandà a la sò campagna aprìss ai pursè.

E u dessiderava d'impinìss la panza dle giande ch'i mangiàvan i gugnén; ma nsün gh'in dava.

Intànt u dsiva da pär lü: Quanti servitùr in cà d'mè pàdär i gh'àn dal pan in abondanza; e mi chì a mör d' fam!

A m' alvrö sü, e andarö da me pàdär e a gh' dirö: Papà, mi ö pcà contr' al ciél e contra d'vù;

Mi a n'son pü dägn d'esse ciamà vòstär fiö; trattèm cmè un di vòstär servitùr.

E, lvà sü, l'è andàt da so pàdär; e quand lü l'era ancùr da lontàn, so pàdär u l'à travìst, u n'à sentì pietà, u gh'è curs incontra, u gh'à campà i brass al col, e u l'à basà.

E al fiö u gh'à dit: Papà, mi ö pcà contr' al cièl e contra d'vù; e a n'son tost pü dägn d'esse ciamà vòstär fiö.

E al pàdär l'à dit ai so servitùr: Präst, tirè föra la vesta pü preziusa, e mtìgla adòss; mtìgh in did l'anèl, e i stivalén an t'i pè.

E mnè al vidèl al pü grass, massèl, ch'u s' mangia e ch'u se staga allégär.

Parchè st' me fiö l'era mort, e l'è risüssità; u s'era perdü, e u s'è truvà. E i àn prinsipià a dagh drenta allegramént.

Ma al prim fiö l'era in campagna, e turnanda, e avsinàndas a cà, l'à sentì i concèrt e i bal;

E l'à ciamà un di servitùr, e u l'à interugà cossa l'era.

E cul-là u gh'à rispost: L'è turnà to fradèl, e to pàr l'à amassà un vidèl grass, parchè u gh'è turnà san.

E lü l'è andàt in colra, e u n'vuriva gnanca andà drenta; e donca al pàdär l'è surtì föra, e l'à prinsipià a pregàl.

Ma cul-là l'à rispòst e dit a so pàdär: I son già tanti an che mi a t'serv, e a n'ö mai mancà a nsün di tò cmand, e a n'te m'è mai dat un cravätt da gòdmal con i mè amìs;

Ma dop ch' l'è vnü sto to fiö, ch' l'à smangiazzà tütt al sò con don d' mala vita, t'è amazzà al vidèl al pü grass.

Ma al pàdär u gh'à dit: O fiö, ti t'è sèmpär con mi, e tütt quel ch'è mè è to;

Ma l'era giüst d' fà na tavulada e d' stà alégär, parchè st'to fradèl l'era mort, e l'è risüssità; u s'era perdü, e u s'è truvà.

## I numeri
1. vün/vüna
2. dü/du
3. trì/trèi
4. quàtar
5. sìncu
6. séś
7. sèt
8. òt
9. növ
10. déś
11. ündōś
12. dudōś
13. tredōś
14. quatordōś
15. quindōś
16. sedōś
17. derset
18. dasdot
19. dasnöv
20. vént
21. véntün
22. véntidü

...

30. trénta

60. sésànta

70. sétànta

80. utànta

90. nuvànta

100. sént

200. duśént

300. tarśént

400. quatarśént
- Un milione di lire = on miliòn ad frànch
- Un milione e cento mila lire = on miliòn e sént mìla frànch

## Proverbi e modi di dire
- Ar vént ch'a pasa...ar temp ch'u tröva u lasa
- A Mèrs chi an g'ha mia da schèrp u va da schès
- Quand ra nèbia a fa campèt, l'aqua a fa laghèt
- Da San Valentin, tüti i vént i va' 'n marin
- San Culo'ban cô' ra nèiv en man
- Santa Cataréna, chi gh' n'ha u sia ména
- Santa Bibièna, quaranta dé e ona stmèna
- Uno che mangia poco: U mangia cm'on ciribibì" (il "ciribibì" è lo scricciolo)
- Persona di tante parole e niente fatti: Liga sabia
- Uno che crede di essere...: U n'sarà mia cul c'ha fat u caplin a ra gianda!
- Dei figli di oggi...: Buca sarè, bursin avèrt

## Usi attuali
A partire dagli anni cinquanta del Novecento, e con l'avvento della civiltà industrializzata, il territorio bobbiese pur isolato ha subito il più massiccio spopolamento specie giovanile ma anche il popolamento di gente, specie commercianti ed artigiani, esterna al territorio e con dialetti differenti. Ciò ha contribuito all'imbarbarimento dell'originale dialetto ormai parlato da pochi anziani.
Del dialetto di Bobbio, oltre ai libri di storia, cultura e allo specifico dizionario, ci sono numerosi scritti e sono tipici il calendario ed il lunario bobbiesi, oltre a feste locali, folcloristiche e teatrali curate dall'associazione locale culturale Ra Familia Bubiéiza.